# Idioma iban
El idioma iban (también dayak del mar) es una lengua maláyica hablada por el pueblo iban que habitan en Sarawak, Malasia, también en Brunéi y en Kalimantan, Indonesia.

## Fonología
Las siguientes tablas muestran los fonemas del iban hablado en Sarawak.

### Vocales
|         | Anterior | Central | Posterior |
| ------- | -------- | ------- | --------- |
| Cerrada | i [i]    |         | u [u]     |
| Media   | e [e]    | ə [ə]   | o [o]     |
| Abierta |          | a [a]   |           |

### Consonantes
|                     |                     | Bilabial | Alveolar | Dorsal | Dorsal | Glotal |
| Palatal             | Velar               | Bilabial | Alveolar |        |        | Glotal |
| ------------------- | ------------------- | -------- | -------- | ------ | ------ | ------ |
| Oclusiva            | Sorda               | p [p]    | t [t]    |        | k [k]  | q [ʔ]  |
| Oclusiva            | Sonora              | b [b]    | d [d]    |        | g [g]  |        |
| Fricativa           | Fricativa           |          | s [s]    |        |        | h [h]  |
| Africada            | Sorda               |          |          | c [t͡ʃ] |        |        |
| Africada            | Sonora              |          |          | j [d͡ʒ] |        |        |
| Nasal               | Nasal               | m [m]    | n [n]    | ny [ɲ] | ng [ŋ] |        |
| Aproximante lateral | Aproximante lateral |          | l [l]    |        |        |        |
| Vibrante múltiple   | Vibrante múltiple   |          | r [r]    |        |        |        |
| Aproximante         | Aproximante         | w [w]    |          | y [j]  |        |        |